# (20242) Sagot
(20242) Sagot est un astéroïde de la ceinture principale.

## Description
(20242) Sagot est un astéroïde de la ceinture principale. Il fut découvert le 27 février 1998 à Bédoin par Pierre Antonini. Il présente une orbite caractérisée par un demi-grand axe de 2,38 UA, une excentricité de 0,11 et une inclinaison de 4,6° par rapport à l'écliptique.
Il est nommé d'après Robert Sagot (1er février 1910 - 5 mai 2006), bibliothécaire au siège de la Société astronomique de France à Paris et fondateur de la Commission des cadrans solaires en 1972. Gnomoniste mondialement connu, il a dépoussiéré les anciennes méthodes de calcul géométrique en les remplaçant par des procédés modernes. Grand chasseur de cadrans solaires, il a contribué de façon indiscutable à la renaissance et à l'essor de la gnomonique en France. Il est à l’origine du recensement des cadrans solaires et a fait prendre conscience de la richesse de ce patrimoine qu’il fallait inventorier et préserver. Robert Sagot s'est inscrit à la Société astronomique de France en août 1930 (il avait tout juste vingt ans) et y est resté membre jusqu'à son décès le 5 mai 2006, à l'âge respectable de 96 ans, il en fut donc membre pendant soixante-seize ans.

## Compléments